# Sianaa
Sianaa is een bestuurslaag in het regentschap Nias Barat van de provincie Noord-Sumatra, Indonesië. Sianaa telt 645 inwoners (volkstelling 2010).